# Casa de las Culturas
La Casa de las Culturas es un centro cultural y de exposiciones en la ciudad chaqueña de Resistencia, en Argentina.
En su edificio funcionan distintas áreas del Instituto de Cultura del Chaco, además del Museo de Bellas Artes René Bruseau (MUBA). Letras, Teatro, Danza, la Orquesta Sinfónica y el Ballet Contemporáneo de la Provincia encuentran cobijo esta obra pensada y acondicionada para el funcionamiento de estos espacios. Se inaugurará también en el cuarto piso un estudio de televisión y otro de radio.

## Historia
El entonces gobernador Jorge Capitanich anunció en noviembre de 2008 la venta de pliegos de bases y condiciones generales para la licitación de la construcción del Museo de Bellas Artes (MUBA) – Casa del Chaco. La obra costaría entre $15 y $18 millones y estaría concluida en el 2010. Al MUBA se le agregaría la denominación “Casa de la Cultura del Chaco”, una condición impuesta por el municipio de la ciudad de Resistencia para la sesión del terreno.
En mayo de 2009, se anunció un presupuesto total de 17.284.553 pesos, y una inauguración programada para el 25 de mayo de 2010, celebrando el Bicentenario Nacional. En febrero del año siguiente, estaban los cimientos listos y comenzaba a elevarse la estructura del nivel del suelo. Un mes después, se corrían los plazos, anunciándose que recién en noviembre estarían dadas las condiciones para la inauguración.
Para agosto de 2010, el avance de obra era del 60%, finalizado el cerramiento de la estructura y los pisos. Finalmente las fechas se retrasaron una vez más, y el edificio fue inaugurado el 19 de diciembre de 2010 con el estreno nacional de la obra "Coral Terrestre" de Armando Tejada Gómez y Naldo Labrín, interpretada por 52 cantantes, músicos y el Ballet Contemporáneo del Chaco, aunque su efectiva puesta en marcha se concretaría a partir del 1 de febrero del año siguiente.
El corte de cintas del Museo de Bellas Artes (MUBA) se realizó a las 9, en tanto que a las 21, el tenor argentino Fernando Lima fue el número central de la velada inaugural, con el acompañamiento de la soprano canadiense Sarena Paton.
En febrero de 2011, se entregó a la institución su diseño de identidad Institucional y logo, un trabajo realizado por alumnos de 4° año de la carrera de Diseño Gráfico de la Facultad de Arquitectura de la UNNE.

## Arquitectura
El edificio, de cinco pisos y una superficie cubierta de 4.847 metros cuadrados, fue diseñado previendo un estacionamiento para diez automóviles y dos camionetas de transporte, un hall que permite el acceso de unas 150 personas -que representan un tercio de las que podrían ocupar el edificio-, un sector destinado a la exposición y venta de artículos, un auditorio de usos múltiples para 348 personas y una confitería para 50 personas. 
El complejo, además, cuenta con cuatro salas de exposiciones: permanentes, itinerantes, clásica y una para esculturas; todas ellas flexibles, permitiendo su transformación por medio de paneles móviles.
El edificio también cuenta con una sala de ensayo para la Orquesta Sinfónica de la Provincia acondicionada acústicamente y con un sector para depósitos de instrumentos y administrativo; hay una biblioteca con capacidad para recibir a entre 40 y 60 lectores simultáneos y un aula taller en relación con ella para permitir la extensión de los contenidos, en un ámbito de trabajo e intercambio para entre 30 y 40 personas. 
Cuenta con tres ascensores para el tránsito electromecánico y que por su destino y la complejidad de sus funciones presenta sectores de especificidad tecnológica con soluciones pertinentes al acondicionamiento acústico de los locales de auditorio, sala de ensayo de la Orquesta Sinfónica y la sala de ensayo del Ballet del Chaco. 
La ejecución estuvo a cargo del Ministerio de Infraestructura a través de la Fiduciaria del Norte, con los recursos del financiamiento del Fondo Federal Solidario con un aporte de Lotería Chaqueña.

### Organización
- Planta Baja: Recepción, Hall, Bar “Posada de Artistas”, salón de ventas, Sala de exposiciones Nº 1, patio con cocheras y Depósito.
- Primer Piso: Auditorio, con camarines; y sala de ensayos del Ballet Contemporáneo de la Provincia.
- Segundo Piso: Gerencia, Producción y Comunicación; área Música del Instituto de Cultura; y sala de ensayos de la Orquesta Sinfónica de la Provincia.
- Tercer Piso: oficinas del MUBA, Taller de Restauración y reserva Técnica; salas de exposiciones Nº 2 y 3; y área de Artes Visuales del Instituto de Cultura.
- Cuarto Piso: Estudios centrales de Chaco TV y LRH 251 Radio Provincia del Chaco; terraza; Sala de Usos Múltiples; depósito; y sala de reuniones de la SADE Chaco.